# Barada

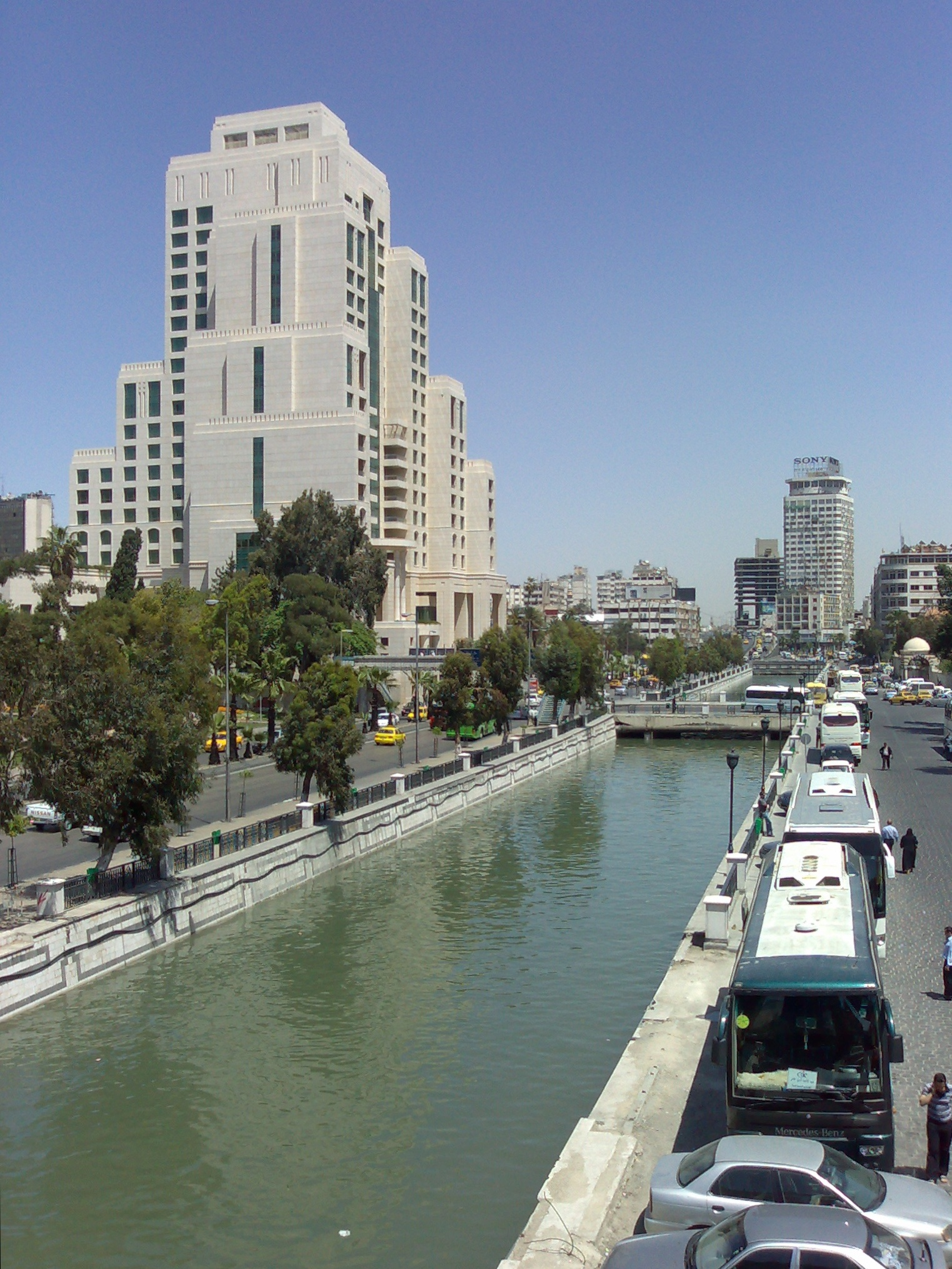
Der Barada neben dem Four Seasons Hotel in Damaskus im April 2009 …

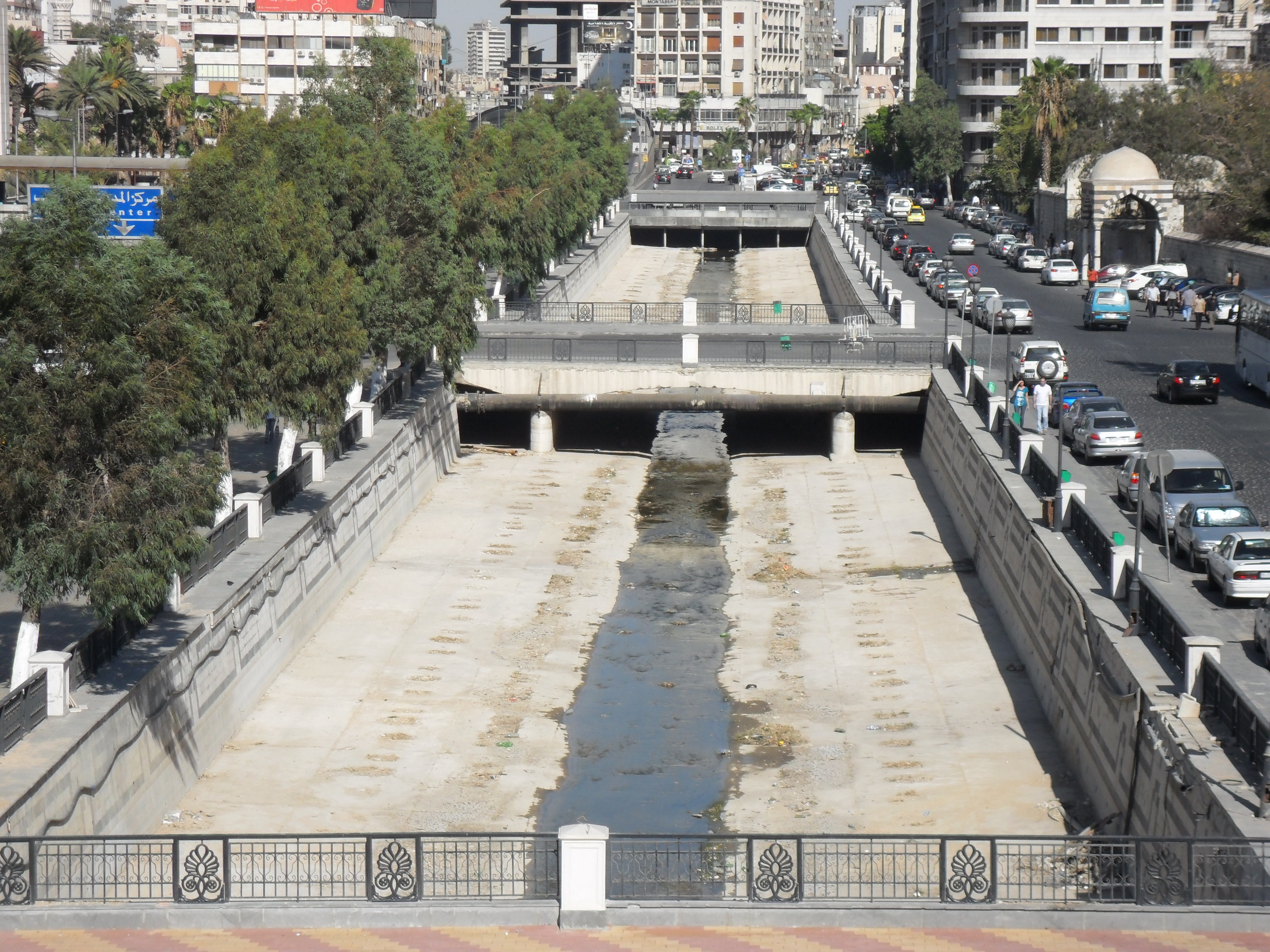
… und dieselbe Stelle im August 2010.

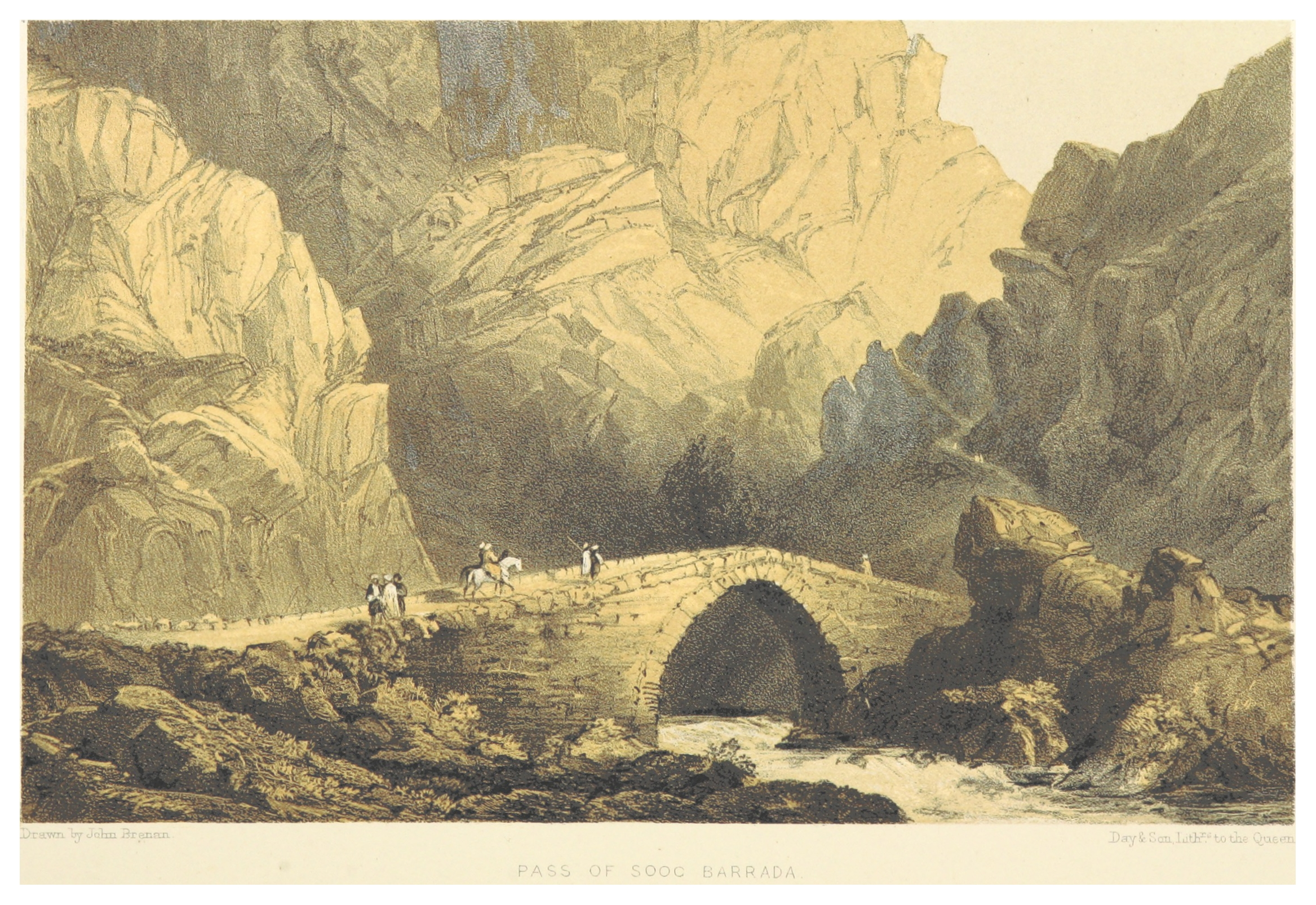
Mittelalterliche Brücke über den Barada im Antilibanon-Gebirge

Der Barada (in der Antike: Chrysorrhoas; arabisch بردى, DMG Baradā) ist ein Fluss in Syrien. In der Bibel (2 Kön 5,12 ) heißt er Abana (hebräisch אבנה); in der Lutherbibel von 1964 auch Amana.
Klassische Schriftsteller nannten ihn „Goldfluss“.
Er entspringt im südwestlichen Bereich des Antilibanon, nordwestlich des 2420 Meter hohen dortigen Gipfels in einer Höhe von mindestens 1400 Metern nahe der libanesischen Grenze und fließt erst etwa 20 Kilometer Luftlinie in südwestlicher Richtung, bis er auf etwa 1100 Meter Höhe den südwestlichen Fuß des Antilibanon erreicht. Dort biegt er nach Südosten und trennt das Hermongebirge vom Antilibanon, um nach weiteren etwa 25 Kilometern auf etwa 690 Meter Höhe Damaskus im nördlichen Teil der Stadt zu durchfließen. In sechs großen Kanälen bewässert er die Oase von Damaskus (Ghuta) und den äußeren, Merj genannten Rand der Oase, fließt 15 Kilometer weiter östlich am Tell eṣ-Ṣaliḥiyeh, einem antiken Siedlungshügel, vorbei, bevor er sich insgesamt 30 Kilometer östlich der Hauptstadt in einem auf etwa 600 Meter Höhe gelegenen Trockengebiet verliert. Zur Regenzeit bildet sich in diesem Teil der syrischen Wüstensteppe ein Sumpf. Heute dient der Barada nicht mehr zur Trinkwasserversorgung der Stadt. Der Fluss hat eine Gesamtlänge von 84 Kilometern.
Barada heißt auch die bekannteste syrische Biermarke.